# جوليان إيروسا
جوليان ريكاردو دوليكان إيروسا (بالإنجليزية: Julian Ricardo Dulican Erosa؛ مواليد 31 يوليو 1989) هي مُقاتلة فنون قتالية مختلطة أمريكية.

## وصلات خارجية
- جوليان إيروسا على موقع يو إف سي (الإنجليزية)
- جوليان إيروسا على موقع شيردوغ (الإنجليزية)
- جوليان إيروسا على موقع Tapology.com (الإنجليزية)
- جوليان إيروسا على موقع إي إس بي إن (الإنجليزية)
- جوليان إيروسا على موقع IMDb (الإنجليزية)